# 教育大前駅
教育大前駅（きょういくだいまええき）は、福岡県宗像市赤間六丁目にある、九州旅客鉄道（JR九州）鹿児島本線の駅である。駅番号はJA15。

## 歴史
- 1988年（昭和63年）3月13日：開業[3]。
- 2000年（平成12年）7月31日：自動改札機を設置し、供用開始[4]。
- 2009年（平成21年）3月1日：ICカードSUGOCAの利用を開始[5]。
- 2022年（令和4年）3月11日：みどりの窓口の営業を終了[6]。

## 駅構造
相対式ホーム2面2線を有する地上駅。線路は切り通しの中を走っており、その上に架けられた道路橋に橋上駅舎が併設されている。
直営駅で、自動改札機が設置されている。

### のりば
| のりば | 路線       | 方向 | 行先             |
| ------ | ---------- | ---- | ---------------- |
| 1      | 鹿児島本線 | 下り | 博多・久留米方面 |
| 2      | 鹿児島本線 | 上り | 小倉・下関方面   |

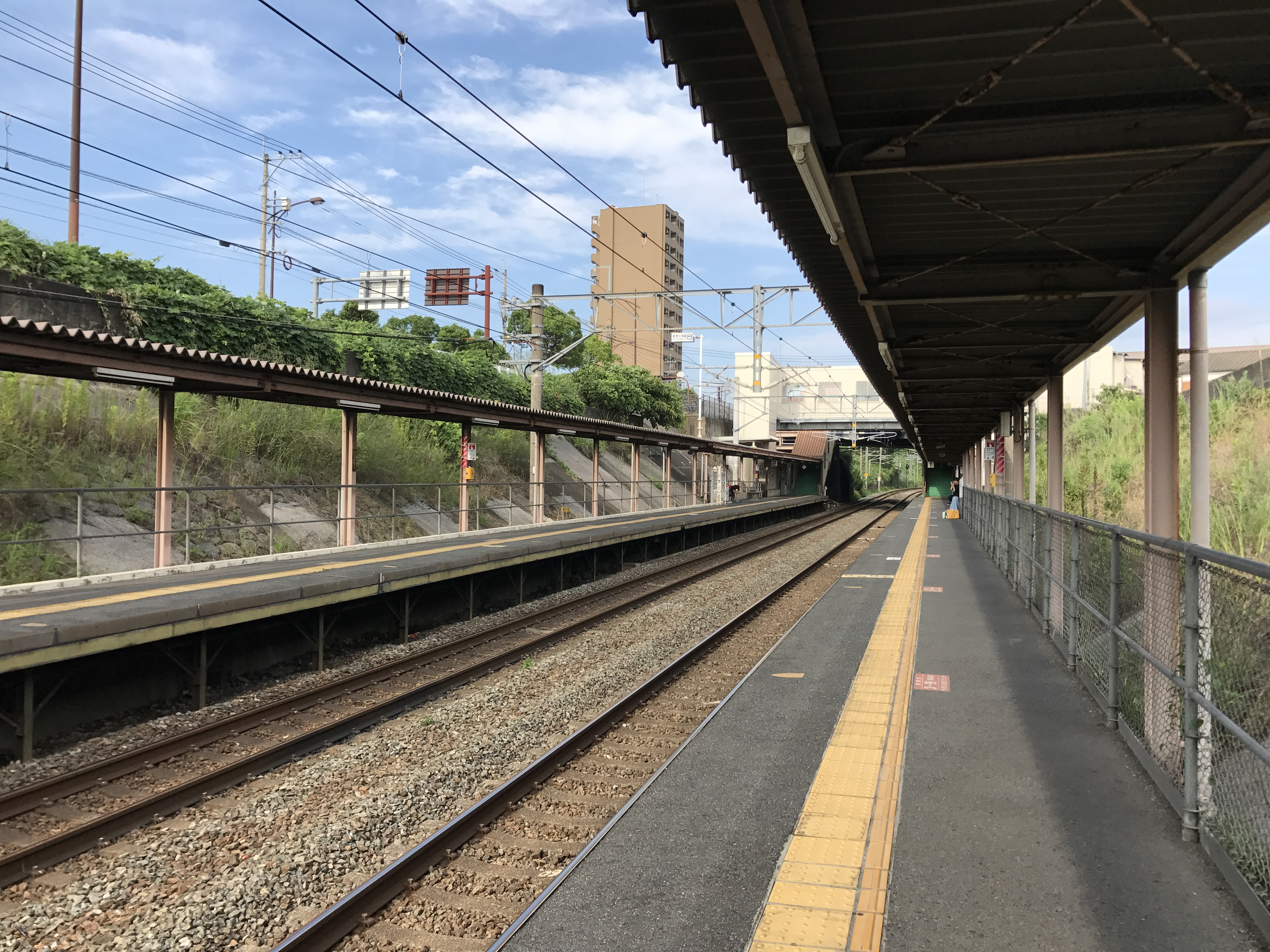
ホーム（2017年7月）
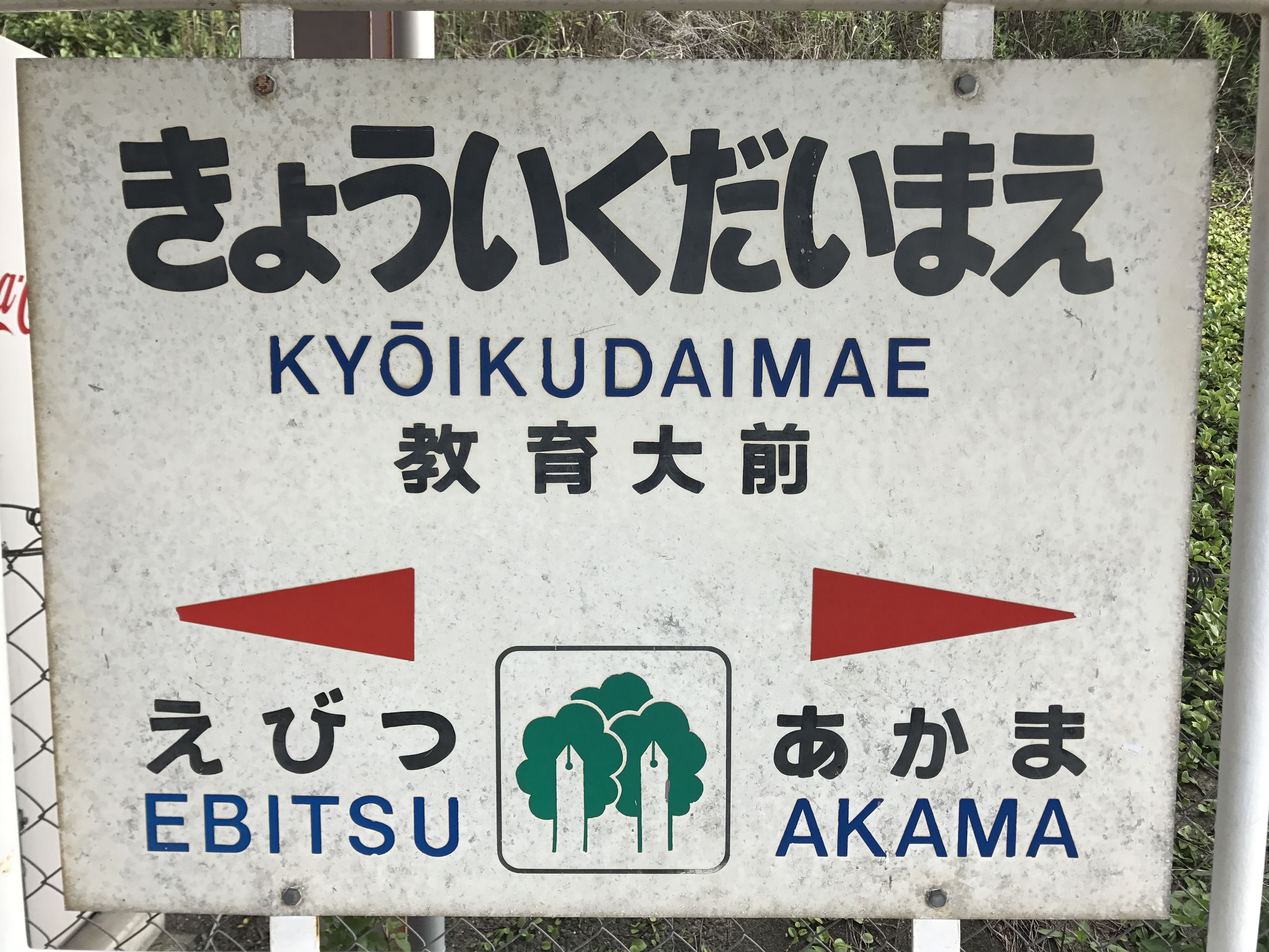
木の形をとるペンが描かれた駅名標（2017年7月）

## 利用状況
バス路線も多く、快速などの停車駅となっている赤間駅が次の駅であり、当駅の方が近い地区でも赤間駅を利用する利用者もいるため、駅勢圏と呼ばれる駅の集客範囲は限定されている。
2023年度の1日平均乗車人員は2,149人であり、JR九州の駅としては第82位である。
| 年度               | 1日平均 乗降人員 | 1日平均 乗車人員 | 定期外 乗降人員 | 定期 乗降人員 |
| ------------------ | ---------------- | ---------------- | --------------- | ------------- |
| 2001年（平成13年） | 5,110            |                  | -               | -             |
| 2002年（平成14年） | 4,979            |                  | -               | -             |
| 2003年（平成15年） | 4,859            |                  | -               | -             |
| 2004年（平成16年） | 4,704            |                  | -               | -             |
| 2005年（平成17年） | 4,643            |                  | -               | -             |
| 2006年（平成18年） | 4,509            |                  | -               | -             |
| 2007年（平成19年） | 4,462            |                  | -               | -             |
| 2008年（平成20年） | 4,390            |                  | -               | -             |
| 2009年（平成21年） | 4,435            |                  | 3,170           | 1,265         |
| 2010年（平成22年） | 4,497            |                  | 3,197           | 1,300         |
| 2011年（平成23年） | 4,618            |                  | 3,286           | 1,332         |
| 2012年（平成24年） | 4,657            |                  | 3,275           | 1,382         |
| 2013年（平成25年） | 4,758            |                  | 3,359           | 1,399         |
| 2014年（平成26年） | 4,677            |                  | 3,224           | 1,453         |
| 2015年（平成27年） | 4,857            |                  | 3,308           | 1,549         |
| 2016年（平成28年） | 4,851            | 2,420            | 3,320           | 1,531         |
| 2017年（平成29年） | 4,846            | 2,426            | 3,270           | 1,576         |
| 2018年（平成30年） | -                | 2,425            | -               | -             |
| 2019年（令和元年） | -                | 2,327            | -               | -             |
| 2020年（令和02年） | -                | 1,625            | -               | -             |
| 2021年（令和03年） | -                | 1,916            | -               | -             |
| 2022年（令和04年） | -                | 2,071            | -               | -             |
| 2023年（令和05年） | -                | 2,149            | -               | -             |

## 駅周辺
- 福岡教育大学 - 1966年（昭和44年）4月1日付で法律改正により当地に本部が移転され、同年11月1日移転・統合が完了した[22]。
- 福岡教育大学附属幼稚園
- 赤間宿（唐津街道） - 筑前二十一宿の一つとして数えられるほど江戸時代に栄えた唐津街道の宿場町[22]。全長約750mの赤間宿場通りは、赤間本町通り商店街を形成している[23]。旧赤間町の時代には役場も置かれていた[22]。
- 宗像警察署赤間交番
- 福岡県道69号宗像玄海線
- 西鉄バス宗像・本社（西鉄バス赤間営業所[23]） - 駅北側すぐ。赤間営業所（バスセンター）からは下記の路線が発着
  - 急行（3号バイパス・都市高速経由）：天神方面
  - 26A（県道69号・都市高速経由）：天神方面
  - 3：鐘崎車庫
  - 8：赤間駅南口
  - 20：海老津駅
  - 宗像市ふれあいバス・コミュニティバス
- 熊越池公園
- 宗像市立城山中学校
- 宗像赤間郵便局 - 1874年（明治7年）12月25日に赤間郵便役所として開設[1]。1892年（明治25年）3月25日に電信扱いを開始した[1]。
- 国道3号
- 城山（蔦ヶ嶽城跡）
- 日本赤十字九州国際看護大学
- グローバルアリーナ（タクシーで約10分）
- MrMax宗像店（1991年（平成3年）4月開業[24]、店舗面積約7,349m2[24]（直営約6,905m2[24]）、延べ床面積約7,349m2[24]）。

## 隣の駅
九州旅客鉄道（JR九州）
 鹿児島本線
■快速
通過
■区間快速（一部列車のみ停車）・■普通
海老津駅 (JA16) - 教育大前駅 (JA15) - 赤間駅 (JA14)